# Johann Otto Thieß

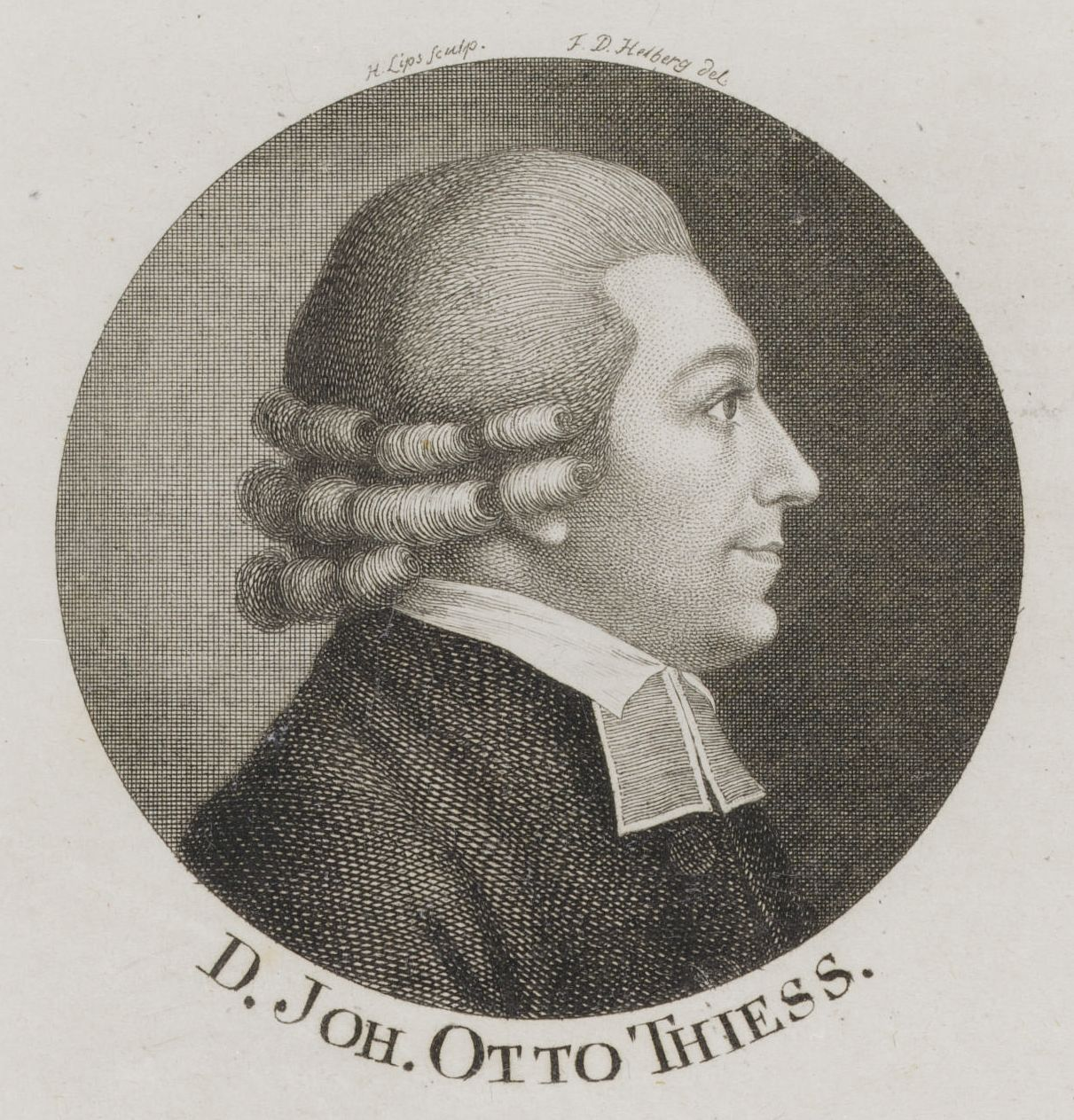
Johann Otto Thieß, Kupferstich von Johann Heinrich Lips

Johann Otto Thieß (* 15. August 1762 in Hamburg; † 7. Januar 1810 in Bordesholm) war ein deutscher lutherischer Theologe und Schriftsteller.

## Leben
Der Sohn des Arztes Johann Peter Thieß (1728–1787) und dessen Frau Katharina Margaretha Wiebeking besuchte die Gelehrtenschule des Johanneums und beschäftigte sich dort bereits als Schüler mit der Kirchen- und theologischen Literaturgeschichte, sowie den alten Sprachen Latein, Altgriechisch und Hebräisch. Schon während seiner Schulzeit veröffentlichte er seine ersten Werke (s. u.).
1780 bezog er die Universität Helmstedt, um ein Studium der Theologie zu absolvieren. Bei Heinrich Philipp Konrad Henke hörte er kirchengeschichtliche Vorlesungen, bei Johann Benedikt Carpzov IV. (1720–1803) theologische Literaturgeschichte, Hermeneutik und über einige Paulinische Briefe, bei Johann Kaspar Velthusen über Jeremia, bei Johann Karl Christoph Ferber (1739–1786) und Friedrich August Wiedeburg (1751–1815) Logik und Metaphysik, bei Lorenz von Crell Anthropologie, bei Paul Jakob Bruns Literaturgeschichte und bei Johann Christian Wernsdorf I. einige Profanskribenten. Außerdem besuchte er juristische und medizinische Vorlesungen. Zudem hatte er sich durch Privatstudien eine umfangreiche Sammlung für weitere zukünftige literarische Werke zugelegt.
1782 kehrte er nach Hamburg zurück, wurde am 16. Mai 1783 Kandidat des Hamburger geistlichen Ministeriums und im selben Jahr Nachmittagsprediger an der St. Paulskirche auf dem Hamburgerberge, jedoch ohne Ordination. Dieses nicht sehr arbeitsintensive Amt erlaubte ihm, sein Studium der theologischen Wissenschaften fortzusetzen. 1785 promovierte er in Helmstedt zum Doktor der Philosophie. In Hamburg verwickelte er sich aufgrund seiner zahlreichen schriftstellerischen Arbeiten in manche literarische Fehde. Ungeachtet seiner schriftstellerischen Tätigkeit und seiner Fähigkeiten auf der Kanzel fand er daher im Hamburger Konsistorium nicht die nötige Anerkennung, um in lukrativere Stellungen berufen zu werden. Hier waren es vor allem Johann Melchior Goeze und Christian Ludwig Gerling, die ihn wegen seiner heterodoxen Äußerungen ablehnten. Immerhin wurde er 1787 Vikar am Hamburger Dom. 1790 legte Thieß sein Amt nieder und ging an die Universität Gießen, wo er noch im selben Jahr zum Doktor der Theologie promovierte. Doch seine Hoffnung, als promovierter Theologe die nach dem Tod von Johann Heinrich Daniel Moldenhawer freigewordene Stelle als Hauptprediger am Hamburger Dom zu erhalten, erfüllte sich nicht. Die Stelle wurde überhaupt nicht neu besetzt.
Nachdem sich die Hoffnung auf eine Pfarrstelle zerschlagen hatte, wandte Thieß sich mit einer Bittschrift um eine Professur in Kiel an den dänischen König Christian VII. Weil er versprach, anfangs auf ein festes Gehalt zu verzichten, erhielt er 1791 die Erlaubnis, als Privatdozent an der Universität Kiel philosophische und theologische Vorlesungen zu halten, obwohl Samuel Gottfried Geyser, der Dekan der theologischen Fakultät, seiner Theologie und seiner Persönlichkeit gegenüber skeptisch war. 1793, er hatte inzwischen beim König darauf gedrängt, dass dessen angebliches Versprechen auf eine Professorenstelle endlich eingelöst würde, wurde er Adjunkt der theologischen Fakultät. Im selben Jahr erregte sein in Leipzig erschienenes Compendium Theses theologiae dogmaticae ad disceptandum propositae Ärgernis. Das Kurfürstentum Sachsen verbot das Buch und reichte Beschwerde dagegen in Kiel ein. Thieß verteidigte sich, die umstrittenen Thesen nur für Übungszwecke für seine Studenten aufgestellt zu haben. Dass Thieß die gewünschte theologische Professur nicht erhielt, sondern 1795 zum außerordentlichen Professor der Philosophie ernannt wurde, jedoch mit dem Verbot, Vorlesungen zu theologischen Themen zu halten, hing möglicherweise damit zusammen. Immerhin war diese Stelle etwas besser besoldet. Trotzdem war Thieß hauptsächlich auf die Einnahmen seiner zahlreichen Publikationen angewiesen.
1797 veröffentlichte er ein Andachtsbuch für aufgeklärte Christen, in dem er die wichtigsten Dogmen des lutherischen Christentums wie die göttliche Natur Jesu Christi und die Rechtfertigungslehre bestritt. Mit diesem Buch zog er allgemeine Ablehnung auf sich. 1799 wurde er, offiziell weil er ohne Erlaubnis theologische Vorlesungen gehalten hatte, mit einem Wartegeld von 300 Talern entlassen und musste Kiel verlassen, wobei ihm noch besonders befohlen wurde, keine Lehrvorträge mehr zu halten, sowie in seinen Druckschriften alle anstößigen Äußerungen über die christliche Religion zu vermeiden. Er lebte seit 1800 als Privatgelehrter in Itzehoe und seit 1805 in Bordesholm, wo er mit seiner zweiten Frau ein Erziehungsinstitut errichtete. Er starb, bevor sich die ihm gemachten Hoffnungen auf eine neue Anstellung erfüllen konnten.

## Familie
Thieß war zwei Mal verheiratet. Seine erste Ehe schloss er am 3. Oktober 1792 mit Dorothea Katharina Hübbe (* 1771), Tochter des Kommissarius Hermann Hübbe (1733–1786) in Otterndorf. Sie starb am 10. August 1798 in Kiel kurz nach der Geburt des dritten Kindes. Der Sohn dieser Ehe, Hermann Wilhelm Marcus Thieß (1793-1867), wurde 1821 Pastor in Arnis und 1843 in Tolk, wo er während der Schleswig-Holsteinischen Erhebung wegen seiner prodänischen Einstellung entlassen wurde. Bald nach der Wiedereinsetzung 1850 wurde er zum Propst in Kappeln ernannt. Er war ein Anhänger Claus Harms und selbst ein beliebter Erweckungsprediger, der mehrere Predigtsammlungen veröffentlichte.
Seine zweite Ehe ging Johann Otto Thieß mit Charlotte, der Tochter seines Itzehoer Freundes, des Dichters Johann Gottwerth Müller, Witwe des 1804 verstorbenen Pastors Erhardi in Bordesholm, ein.

## Wirken
Thieß war ein ausgesprochen produktiver Schriftsteller, der über 100 Werke verfasste. Seine Schriften umfassten neben zahlreichen Predigten und Predigtentwürfen Andachtsbücher und wissenschaftliche Werke aus fast allen Bereichen der Theologie. Daneben widmete er sich der Geschichte. Bereits als Schüler hatte er 1780 eine zweibändige Gelehrtengeschichte von Hamburg herausgegeben, die zu seiner Zeit wenig Anklang fand, aber heute wie auch seine zweibändige Gelehrtengeschichte der Universität Kiel und andere gleichgelagerte Werke als historische Quelle wichtig ist. In mehreren, meist sehr kurzlebigen Zeitschriften wie der Hamburger Litteraturzeitung von 1785 und der Neuen Kielischen Gelehrten Zeitung, mit der er 1797 versuchte, ein früheres Blatt mit gleichem Namen wiederzubeleben, rezensierte er die Literatur seiner Zeit.
Theologisch ist er in der Aufklärungstheologie, der sogenannten Neologie, einzuordnen. Das Christentum sah er rein rationalistisch als pure Moral, wobei er die Dogmen und Rituale der Kirche als Hindernisse für ein wirklich sittliches Leben ansah und in seinen Schriften auch darüber spottete.
Schon 1783 hatten ihn seine Überzeugungen in manche Auseinandersetzung verwickelt, als er in seiner Schrift der Sturz des Ansehns Mosis zieht nicht notwendig den Sturz des Christentums Johann Christoph Döderlein verteidigte, der von Lessings Gegner Goeze in Hamburg angegriffen worden war.
Seine Schriften bezogen sich auf mehrere Zweige der theologischen Disziplinen. Eine Vorarbeit zur Kritik der neutestamentlichen Dogmatik lieferte Thieß 1792 in den Fundamentis theologiae christianae critico-dogmaticae, zu welcher seine gleichzeitig erschienene Schrift Ueber das Studium der Dogmatik, besonders auf Universitäten gewissermaßen als Einleitung anzusehen ist. Beide Werke schrieb er zum Zweck seiner akademischen Vorlesungen. Für diesen Zweck bestimmte er auch 1793 seine Handbibliothek für angehende Theologen. Gleichwohl zeugte sowohl dies Werk, als die 1797 geschriebene Einleitung in die neuere Geschichte der Religion, der Kirche und der theologischen Wissenschaften von seiner genauen Kenntnis der Kirchengeschichte und Literatur.
Das Fach der biblischen Exegese bereicherte er durch eine mit Erklärungen begleitete Übersetzung des Neuen Testaments. Zu den vier Bänden dieses Werks fügte er 1804 noch einen Neuen kritischen Commentar über das Neue Testament hinzu, nachdem er bereits 1796 ein Handbuch zum richtigen Verstande und zum fruchtbaren Gebrauch der Sonn- und Feiertagsevangelien herausgegeben hatte. Als Homiletiker zeigte er sich von einer nicht unvorteilhaften Seite durch mehrere Homilien und Predigtentwürfe, besonders aber durch die 1801 herausgegebene Anleitung zur Amtsberedtsamkeit öffentlicher Religionslehrer, zu deren Bildung er 1802 eine Anleitung drucken ließ. Als ästhetischer Schriftsteller hatte er sich 1784 durch „christliche Lieder und Gesänge“, 1796 durch ein christliches Communionbuch und 1797 durch ein Andachtsbuch für aufgeklärte Christen einen Namen erworben. Für gebildete Leser aus allen Ständen bestimmte er 1801 die zwei Teile seiner Vorlesungen über die Moral zur Beförderung der Moral. In seinem Verständnis der aufklärerischen Sokratik reflektierte er den ethischen Intellektualismus des Sokrates und fand diesen in der moralischen Religion Jesu wieder. Dies spiegelt sich in seiner 1792 erschienenen Theses theologiae dogmaticae ad desceptandum propositae wider, die als ein Abriss der Aufklärungstheologie anzusehen ist und damals in Sachsen verboten wurde.
Thieß verfasste auch Gedichte, meist religiöser Art, zum Teil in besonderen Sammlungen, zum Teil in den Beiträgen zur Poesie der Niedersachsen (1782), in dem Musenalmanach Flora (1784) und andern Anthologien erschienen. Unter seinen geistlichen Liedern hat eines, Religion, von Gott gegeben, das er schon 1782 in Helmstedt dichtete, mit dem abgeänderten Anfang O Himmelswort, von Gott gegeben in Gemeindegesangbüchern Aufnahme gefunden und befand sich noch im Hamburger Gesangbuch von 1842. Bekannt ist auch sein sogenanntes Toleranzlied mit der sprachlich jedoch wenig gelungenen Stelle: Auch die, die der Secten-Geist noch immer voneinander reißt, sind Eines Leibes Glieder, sind, wessen Glaubens einer ist, er sei Türk, Heide, Jude, Christ, als Menschen alle Brüder.
Er selbst hat in der seiner Lebensbeschreibung beigegebenen Übersicht seiner Schriften in die erste Abteilung solche gestellt, welchen der Verfasser jetzt allen Werth abspricht, dann folgt eine zweite Abtheilung solcher welche der Verfasser auf ihrem Werth beruhen läßt; dann kommen die, denen er einigen Werth zugesteht und zuletzt erst solche, auf welche er einen wirklichen Werth legt. In die letzte Klasse stellt er nur acht, unter andern seine Erklärung des Neuen Testaments, sein Andachtsbuch für aufgeklärte Christen und sein Communionbuch.

## Werke
- J. C. Friederici theologische Abhandlung von der wahren und eigentlichen christlichen Tugend; aus dem Lateinischen übersetzt. Hamburg 1779
- Versuch einer Gelehrtengeschichte von Hamburg, nach alphabetischer Ordnung, mit kritischen und pragmatischen Bemerkungen. Hamburg 1780, 2 Teile
- Erstes und letztes Wort zur Vertheidigung dieses Versuchs. Hamburg 1780
- Vom Geist der Vaterlandsliebe; eine Rede. Hamburg 1781, 2. Auflage. Helmstedt 1781
- Ueber die Einwirkung des Patriotismus in die Cultur der Wissenschaften; eine Rede. Helmstedt 1781
- Commentariorum de rebus litterariis Helmstadiensibus Particula I. Helmstedt 1782
- Zur Biographie Hamburgischer Aerzte. 1. u. 2. Stück. Helmstedt 1782
- Diss. de Evangelii Matthaei integritate interpolando non cocrupta. Helmstedt 1782
- Gedichte für meine Freunde. Hamburg 1783, 2. Auflage. Hamburg 1783 (Online)
- Behauptung des Satzes: Der Sturz des Ansehns Mosis ziehet nicht nothwendig den Sturz des Christenthums nach sich; Vertheidigung des Hrn. D. Döderlein gegen einen Angriff des Herrn Pastor Götze. Frankfurt u. Leipzig (Nürnberg) 1783
- Zwei Predigten, auf Verlangen und mit einer Vorerinnerung herausgegeben. Hamburg 1784
- Das gelehrte Hamburg, oder Verzeichniß aller jetztlebenden Hamburgischen Schriftsteller. 1 Heft, (die theologischen Schriftsteller enthaltend) Hamburg 1784
- Gesänge und Lieder an den geheiligten Tagen der Christen, zu Weihnachten, am Neujahrs- und Charfreitage, zu Ostern, Pfingsten und am Bußtage; zur Probe herausgegeben. Hamburg 1784
- Christliche Lieder und Gesänge. Hamburg 1785, 2. Ausgabe. Leipzig 1794 (Online)
- Drei Homilien. Hamburg 1785
- Dispositionen einiger seiner im J. 1784 und 1785 in der Paulskirche auf dem Hamburger Berge gehaltene Predigten. Hamburg 1785
- Was ist nach den Grundsätzen der Vernunft und des Christenthums vom Spiel, besonders vom Zusatz in Zahlenlotterien zu halten; eine Casualpredigt am 17ten Sonntage nach Trinit. gehalten, mit freimüthigen Anmerkungen herausgegeben, und den Vätern der Stadt zugeeignet von einen eingebornen Hamburgischen Geistlichen. Hamburg 1785
- Hauptinhalt seiner von Michaelis bis Weihnachten 1785 gehaltenen Predigten, nebst Schlußversen und Gesängen. Hamburg 1785
- Klaggesang am Grabe unseres Sturm’s, den 31. August 1786, nebst einer kurzen Nachricht von seinem Leben und seinen sämmtlichen Schriften. Hamburg 1786
- Was lehrt die Bibel von der Gottheit Jesu? Oder das Bekentniß der Christen von Jesu Christo, das er der Herr sei, eine Predigt. Hamburg 1786
- Rettung der Ehre und Unschuld seiner selbst gegen gwisse, in einer dieser Tage herausgekommenen Schrift (G. F. Goetzen’s) darauf gerichtete harte unbillige Angriffe. Hamburg 1786
- Abgenöthigte Erklärung über eine namenlose Schmähschrift. Hamburg 1787
- Homilie über Ps. 37, 3-5, gehalten am Neujahrstage. Hamburg 1787
- Versuch unseren jungen Lansleuten, besonderst Niedersachsen die gemeinsten und beträchtlichsten Sprachfehler abzugewöhnen. Lübeck 1788
- Christliche Predigten. Hamburg 1788
- Hamburger Literaturzeitung. 1-23. Stück Hamburg 1788 (u. a. mit Karl Johann Heinrich Hübbe)
- Ist die Einführung der allgemeinen Beichte, oder die Beibehaltung des Beichtstuhles rathsamer? In besonderer Hinsicht auf die Localumstände untersucht von einem Hamburgischen Geistlichen. Hamburg und Lübeck 1788
- Nähere Anzeige der neuen Übersetzung und durchaus anwendbaren Erklärung des neuen Testaments. Hamburg 1788
- Variarum de capite III Genesos recte explicando sententiarum specimen I. Lübeck 1788
- Predigtentwürfe über die an Sonn- und Festtagen gewöhnlichen Abschnitte aus den Briefen der Apostel und einige andere Texte. 1. Jg. Hamburg 1788, 2. Aufl. 1789, 3. Aufl. 1792, 4. Aufl Leipzig 1795; 2. Jg. Hamburg 1789, 4. Aufl. Leipzig 1795; 3. Jg. Hamburg 1790, 4. Aufl. Leipzig 1795; 4. Jg. Leipzig 1794, 5. Jg. Leipzig 1795
- Ueber den Wert des Geldes. Gepredigt am dritten Pfingstfeiertage und herausgegeben zum besten zweier Geldbedürftigen, eines armen Zürchers und einer armen Predigerswittwe bei Hanau. Hamburg 1789
- Das wahrste und christlichste Lob Gottes ist immer auch das Lob Jesu Christi. Eine Predigt in der großen Michaeliskirche zu Hamburg gehalten. Hamburg 1789
- Allgemeine Predigerzeitung. 1. Jg. Hamburg 1790, 2. Jg. Leipzig 1791
- Predigten nach besonderen Bedürfnissen der Zeit. Hamburg 1790
- Ueber die Magier und ihren Stern; zur Rechtfertigung des Matthäus, zur Beurtheilung seiner Ausleger und zur Beruhigung für denkende Bibelleser. Hamburg 1790, 2. Auflage Hamburg 1794
- Unser Herr! in den letzten Tagen seines ersten, und in den ersten Tagen seines andern Menschenlebens; ein christliches Andachtsbuch für die Passionszeit und Osterfeier, wie auch am Beicht- und Communiontage. Hamburg 1790
- Das Neue Testament, neu übersetzt, mit einer durchaus anwendbaren Erklärung. 1. Bd. Matthäus. Hamburg 1790, 2. Ausgabe. Leipzig und Gera 1794 (Online); 2. Bd. 1. Abteilung: Marcus. Hamburg 1791, 2. Ausgabe und 2. Bd. 2. Abteilung: Lucas. Leipzig u. Gera 1795; 3. Bd. Johannes Geschichtsbuch. Leipzig u. Gera 1794, 4. Bd. Apostelgeschichte. Leipzig u. Gera 1800
- Kleiner christlicher Sprachkatechismus. Stade 1790. 8.
- Von dem ächt christlichen Vertrauen an Gott, über 2 Corinth. 3- 4; Eine Predigt am 12. Sonntage nach Trinit. in der Wilhadikirche zu Stade gehalten. Stade 1790
- D. Semler's letzte und einige frühere Aeußerungen über religiöse Gegenstände, und dessen letzte Lebenstage, verglichen mit einigen Aeußerungen v. Martin Luther's. Stade 1791
- Ueber die biblische und kirchliche Lehrmeinung von Ewigkeit der Höllenstrafen. Stade 1791
- Ueber den Zweck und die Einrichtung des theologischen Studiums auf Universitäten, nebst Anzeige seiner theologischen öffentlichen und Privatvorlesungen von Michaelis 1791 bis Ostern 1732; sämmtlichen zu Kiel die Theologie Studirenden brüderlich gewidmet. Kiel 1791
- Predigt über 1 Corinth. 8, 12, am 3ten Sonntage nach Trinit. in der Schloßkirche zu Kiel gehalten. Kiel 1791
- Anzeige und Entwurf seiner öffentlichen Vorlesungen über die Kantische Philosophie. Kiel 1792
- D. Martin Luther's Lehren, Warnungen und Rathschläge für das letzte Jahrzehend des achtzehnten Jahrhunderts. Hamburg und Kiel 1792
- Fundamenta theologiae christianae critico-dogmaticae. Leipzig 1792
- Ueber das Studium der Dogmatik, besonders auf Universitäten. Leipzig 1792
- Entwurf einer Handbibliothek für angehende Theologen; zum Gebrauch seiner Vorlesungen. Altona 1793
- Theses theologiae dogmaticae ad disceptandum propositae. Leipzig 1793
- Predigt vom tiefsten Verfall der Religion und Sittlichkeit unter dem Volk, über das Evangelium am zweiten Wcihnachtefeiertage. Kiel. 1794. 8.
- Jesus und die Vernunft. Leipzig 1794
- Christliches Communionbuch für Aufgeklärtere. Leipzig 1794, 2. Aufl. Leipzig 1796, 3. Aufl. Leipzig 1798, 4. Aufl. Leipzig 1810
- Ephemeriden der neuesten theologischen Literatur und Kirchengeschichte. Schleswig 1795, 2 Stücke
- Antwort auf die im zehnten der Briefe über Hamburg (Leipzig 1794) aufgestellte Charakteristik der Hamburgischen Geistlichen: Gerling. Rambach, Brake. Berkhan, Wielerding und Thieß. Schleswig 1795
- Handbuch der neuern, besonders deutschen und protestantischen Literatur der Theologie. Liegnitz 1795-1796. 2 Bde.
- Woher noch immer so viele schlechte Prediger? ein Programm. Kiel 1795
- Handbuch zum richtigen Verstande und fruchtbaren Gebrauch der Sonn- und Festtagsevangelien des ganzen Jahres für Prediger; nebst einer Sammlung und zweckmäßigen Bearbeitung neuer evangelischer Texte an allen Sonn- und Festtagen. Leipzig und Gera 1796, 2 Teile. (Der 1 Teil auch unter dem Titel: Die Sonn- und Festtagsevangelien des ganzen Jahrs, neu übersetzt; nebst einer Sammlung und Uebersetzung neuer evangelischer Terte an allen Sonn- und Festtagen. Leipzig und Gera 1796, 2. Teil auch unter dem Titel: Winke für Prediger, zur Benutzung der Sonn- und Festtagsevangelien, nach den Bedürfnissen jetziger Zeit, und Auffindung neuer, oder nicht genug bearbeiteter Materien aus ihnen zu Kanzelvortragen; zugleich ein Erbauungsbuch für nachdenkende Leser dieser Bibeltexte.) Leipzig und Gera 1796
- Einleitung in die neuere Geschichte der Religion, der Kirche und der theologischen Wissenschaften, zum Gebrauch academischer Vorlesungen. Schleswig 1797
- Neue Kielische gelehrte Zeitung, oder Annalen der neuesten Schleswig-Holsteinischen Literatur und der neuen Literargeschichte der Universität zu Kiel. 1 Jg. Kiel 1797
- Andachtsbuch für aufgeklärte Christen. Gera 1797. 2 Bde.
- Sonntagsunterhaltungen für gebildete Religionsfreunde. 1. Heft. Leipzig 1798

- Ueber den Tod und das Leben. Leipzig und Gera 1799 (Gewidmet dem Andenken an seine erste Frau) (Digitalisat)

- Gelehrtengeschichte der Universität zu Kiel. l. Bd. 1. Teil. Kiel 1800 (Auch unter dem Titel: Biographische und bibliographische Nachrichten von allen bisherigen Lehrern der Theologie zu Kiel; ein Beitrag zur Literaturgeschichte der Theologie. l. Teil.) 1. Band. 2. Teil. Kiel 1802, (Auch unter dem Titel: Biographische und bibliographische Nachrichten von den neuern Lehrern der Theologie zu Kiel: J. A. Cramer bis J. F. Kleuker; ein Beitrag zu, Literaturgeschichte der Theologie. 2. Teil)
- Denkmal der deutschen Literatur des 18ten Jahrhunderts. Altona 1800 (Auszug daraus in dem Allgem. Literar. Anzeiger 1800. Nr. 137 und in dem Intell. Blatte zur Allgem. Literaturzeitung. 1800. Nr. 50.)
- Die Feier des neuen Jahrhunderts; eine Kirchenandacht. Kiel 1801
- Anleitung zur Amtsberedsamkeit der öffentlichen Religionslehrer des 19ten Jahrhunderts. Kiel 1801 (Digitalisat)
- Geschichte seines Lebens und seiner Schriften, aus und mit Actenstücken; ein Fragment aus der Sitten- und Gelehrtengeschichte des 18ten Jahrhunderts. Hamburg 1801-1802, 2 Teile (Digitalisat) mit einigen biographischen Angaben
- Ueber die Liebe und Ehe. Leipzig 1801, Gera 1804
- Vorlesungen über die Moral zur Beförderung der Moral für gebildete Leser aus allen Ständen. Leipzig und Gera 1801-1803, 2 Teile, 2. Auflage. Leipzig und Gera 1810, 2 Teile
- Taschenbuch für Theologen und Prediger, als Freunde der Speculation und Literatur, auf d. J. 1802. Hamburg 1802
- Anleitung zur Bildung der öffentlichen Religionslehrer des 19ten Jahrhunderts. Altona 1802 (Online)
- Bibliothek für öffentliche Religionslehrer des 19ten Jahrhunderts. 1. Bd, 1-10 Stück Altona 1802-1803, 2. Bd. 1–5 Stück. Altona 1803 -1804
- Neuer kritischer Commentar über das Neue Testament. 1. Band: Das Evangelium Jesu und der Apostel. Halle 1804, 1. Bd. 2. Abt. Halle 1806
- Klopstock, wie er seit einem halben Jahrhundert als Dichter auf die Nation und als Schriftsteller auf die Literatur gewirkt hat. Altona 1805 (Online)
- Zwei Predigten. Altona 1805
- Rechenschaft von seinen akademischen und schriftstellerischen Bemühungen, mit Aktenstücken; eine abgenöthigte Zugabe zur Geschichte seines Lebens. Hamburg 1806. 8.
- Schicket euch in die Zeit, denn es ist böse Zeit; eine Predigt. Kiel 1807
- Lieder, dem Vaterlande und der Religion gesungen. Kiel 1807
- Neue Predigten. Glückstadt 1808
- Glück und Unglück. Glückstadt 1808
- Das sittliche Leben nach der Schrift, mit Rücksicht auf die Zeichen unserer Zeit. Kiel 1809
- Ueber die Unvereinbarkeit der geistlichen und weltlichen Macht und die Vereinbarkeit des Katholicismus und Protestantismus; ein praktischer Commentar über 2 Thessal. 2, 1-12. und Joh. 10, 12-16. Kiel 1809